# Compagnia Generale di Elettricità
La CGE - Compagnia Generale di Elettricità S.p.A., plus connue en Italie sous le simple sigle CGE, était une société industrielle de matériels électriques et électroniques italienne fondée en 1904 à Milan. En 1978, la société est transformée en une société holding comprenant trois sociétés :
- CGE - Compagnia Generale Elettromeccanica S.p.A., pour la division électromécanique,
- FIAR - Fabbrica Italiana Apparecchiature Radioelettriche S.p.A., pour la division électronique,
- Sadelmi-Cogepi S.p.A.[3],[4].

## Histoire

### Contexte historique
Durant la période allant de la fin du XIXe et le début du XXe siècle, le secteur électrotechnique a connu une très forte expansion en Europe. Voulant se développer en Italie, plusieurs entreprises étrangères ont investi leurs capitaux dans un pays en pleine expansion en créant, ce que l'on appelle de nos jours, des joint-ventures. En 1904, l'allemand AEG et la filiale française de l'américain Thomson-Houston Electric Company fondent la co-entreprise AEG-Thomson Houston - Società Italiana di Elettricità S.p.A. à Milan.
L'entreprise, dont l'activité était principalement la production de transformateurs électriques, employait 450 salariés à la veille de la Première Guerre mondiale. En 1915, elle change de raison sociale pour devenir Società Elettrotecnica Galileo Ferraris per Costruzioni ed Impianti S.p.A.. En 1919, elle est incorporée dans le groupe italien Franco Tosi de Legnano,.

### Création de la SA CGE
L'atelier de l'ex société AEG-Thomson Houston CGE, situé 40 via Bergognone, dans le quartier Zona Tortona de Milan, a été racheté par la Società Anonima Compagnia Generale di Elettricità S.p.A.,. La société SA CGE, a été créée le 11 mars 1921, était la filiale italienne du groupe américain General Electric, actionnaire majoritaire avec 49,2 % des actions, aux côtés de FIAT (36,9 %) et Ercole Marelli (13,0 %),.
Au début de son activité, la CGE SpA, spécialisée dans le secteur de l'électricité, a fabriqué des générateurs, des moteurs et des systèmes destinés à l'électrification des infrastructures ferroviaires, tramways, trolleybus et navales. La société a aussi fabriqué des appareils électriques de tous genres comme des dynamos et feux tricolores,,. En 1929, CGE SpA prend le contrôle de la société Scotti, Brioschi & C. de Novare, constructeur de transformateurs électriques et autres équipements pour l'industrie électrotechnique.
Le développement de la radio au début des années 1920 entraîne la diffusion des postes de radio à usage civil. La CGE s'intéresse à ce secteur et commercialise des récepteurs radio produits par RCA et Westinghouse. Pour assurer la fabrication de ces appareils, l'entreprise milanaise agrandit l'usine avec la construction de nouveaux bâtiments, entrepôts, ateliers et salles de chargement et de déchargement, reliée à la gare de Milan Porta Genova (it). En 1933, la société CGE SpA, dirigée par l'Ing. Renzo Norsa, employait 1 500 salariés et possédait des succursales dans toutes les 10 plus grandes villes italiennes,. Les principales zones d'exportation étaient l'Amérique latine, l'Australie, les Balkans, la Chine, l'Inde, la Nouvelle-Zélande et l'Afrique du Sud.
Dans le secteur des équipements radio, la CGE SpA s'est imposée parmi les principaux producteurs italiens en participant à la construction des modèles Radio Rurale (it) (1934), Radio Balilla (it) (1936) et Radio Roma (1939), créés par le régime fasciste (it) de Benito Mussolini,. La production a également été élargie pour inclure des appareils à usage professionnel : radio-phonographes, amplificateurs, haut-parleurs, écouteurs et des tous systèmes d'enregistrement et de lecture. L'expansion de la société dans le secteur de la production d'équipements radio a commencé en 1941, lorsqu'elle a racheté la société FAR - Fabbrica Apparecchi Radiofonici, pour créer la société FIAR S.p.A..
Après la Seconde Guerre mondiale, les secteurs électroménager et électronique grand public ont connu un énorme développement productif et commercial en Europe et en Italie, en particulier. C'est pourquoi la CGE s'y est également intéressée. En 1946, via sa filiale FIAR, la CGE rachète l'usine italienne Telefunken de Baranzate, dans la province de Milan, où étaient produits les appareils de radio et dans laquelle elle lance la production de téléviseurs dès 1953. En 1951, à San Giorgio a Cremano, dans la province de Naples, avec l'appui financier de la Cassa per il Mezzogiorno, la CGE crée CONE - Compagnia Napoletana Apparecchi Elettrici S.p.A., dont la CGE détient 75% du capital et la société SME et le Banco di Napoli (it) 12,5 % chacun. La société CONE SpA s'est spécialisée dans la production de réfrigérateurs et de chauffe-eaux. En 1968, l'usine CONE qui employait 600 personnes, a été vendue à ITC Italcold SpA,,. Par la suite, CONE rachète la société SIRE de Canegrate, dans la province de Milan, un fabricant de machines à laver et de lave-vaisselles,. En 1957, la CGE rachète Unda Radio de Côme.
Le 5 octobre 1953, plusieurs grosses sociétés italiennes du secteur industriel électrique et électromécanique constituent la société G.I.E. -  Gruppo Industrie Elettro Meccaniche per Impianti all’Estero S.p.A., un consortium au sens de l'article 2620 du code civil italien, dont le but est d'encourager, de coordonner et de réglementer l'exportation des productions de chacun des acteurs, en intégrant la conception, la fourniture et le montage à l'étranger de systèmes électromécaniques complets pour centrales hydroélectriques et thermoélectriques, sous-stations électriques, stations de pompage et autres systèmes, y compris, les travaux de génie civil correspondants ou avoir recours à des sous-traitants locaux. La société G.I.E. SpA était constituée des sociétés :
- Ansaldo Meccanico-Nucleare - Milan - machines électriques tournantes et transformateurs, chaudières et turbines à vapeur,
- C.G.E. - Compagnia Generale di Elettricità S.p.A. de Milan - machines électriques tournantes et transformateurs,
- Costruzioni Meccaniche Riva - Milan - turbines et pompes,
- Ercole Marelli S.p.A. - Milan - machines électriques tournantes et transformateurs,
- Franco Tosi S.p.A. - Legnano - turbines et pompes, chaudières et turbines à vapeur,
- Magrini - Bergame - équipements électriques moyenne et haute tension,
- Officine Elettromeccaniche Galileo di Battaglia Terme S.p.A. - Battaglia Terme - équipements électriques moyenne et haute tension,
- Sociedad Argentina de Electrificación Limitada Sadelmi - Milan - coordination de projet, ouvrages d'intégration génie civil.

Le groupement G.I.E. S.p.A. a réalisé plus d'une centaine de projets dans le monde, essentiellement en Amérique du Sud, en Afrique et au Moyen-Orient. En 1989, le groupement G.I.E. S.p.A. est intégré dans le groupe ANSALDO et est renommé Ansaldo GIE SpA. En 1991, ANSALDO devient le seul actionnaire d'Ansaldo GIE avec 100 % qui est fusionné dans Ansaldo Energia en 1994.
En 1956, la société CGE SpA, grande spécialiste dans les domaines de l'électromécanique et de l'électrotechnique, rachète la société Sadelmi SpA de Milan, une entreprise spécialisée dans le secteur de l'ingénierie énergétique et de la construction, disposant de filiales en Argentine, au Brésil et au Venezuela. En 1957, elle rachète et intègre l'entreprise chimique milanaise Biffi Antonio,,.
En 1960, la CGE reçoit le Prix Compasso d'Oro pour la machine à laver Castalia, exemple de conception esthétique d'un produit dans le cadre de la tradition technique la plus sûre.
En 1966, General Electric rachète les actions détenues par FIAT (36,9 %), faisant de CGE SpA sa filiale dont elle détient 80 % du capital. Les sociétés filiales de la CGE SpA : CONE SpA, Unda SpA, Zancangeloni SpA, SIRE SpA et Scotti-Brioschi SpA fusionnent. Le groupe CGE conclue un accord avec Ansaldo San-Giorgio qui conduit à son absorption par le groupe ANSALDO et à la naissance d'Ansaldo San Giorgio Compagnia Generale (ASGEN) en 1966, société dans laquelle ont convergé toutes les activités électrotechniques,. Toujours en 1967, CGE vend la division électronique grand public de sa filiale FIAR à l'allemand AEG-Telefunken, qui reprend ainsi son ancienne usine de Baranzate et intègre la fabrication des radios et téléviseurs de marque CGE,. En 1970, les sociétés Sadelmi SpA et Cogepi SpA fusionnent pour donner naissance à une nouvelle société d'ingénierie et de réalisations, Sadelmi-Cogepi S.p.A.. En 1973, CGE rachète et absorbe la société TEOMR - Telemeccanica Elettrica Officine Meccaniche Riunite S.p.A., qui produisait des instrumentations électroniques, une entreprise contrôlée par Pirelli
À la fin des années 1970, les activités de la CGE SpA se limitent aux secteurs de l'électromécanique et de l'électronique professionnelle. En 1978, le conseil d'administration, présidé par le colonel Filippo Senni, décide de transformer la société en une holding comprenant trois sociétés filiales :
- CGE-Compagnia Generale Elettromeccanica S.p.A., pour la division électromécanique,
- FIAR, devenue FIAR-Fabbrica Italiana Apparecchiature Radioelettriche S.p.A., pour la division électronique,
- Sadelmi-Cogepi S.p.A.[3].

Les années suivantes, le groupe CGE connaît une forte réduction de ses effectifs avec, les cessions :
- en 1980, du groupe FIAR à SETEMER SpA, société contrôlée par le suédois Ericsson[20],
- en 1988, de Sadelmi-Cogepi SpA au groupe suisse Brown, Boveri & Cie[37],[38].

Durant sa période active, CGE SpA a dû lutter contre deux concurrents italiens redoutables qu'étaient Ansaldo et Tecnomasio. 